# Atalaia do Campo
Atalaia do Campo ist ein Ort und eine ehemalige Gemeinde (Freguesia) im portugiesischen Kreis Fundão. Die Gemeinde hatte 535 Einwohner (Stand 30. Juni 2011).
Am 29. September 2013 wurden die Gemeinden Atalaia do Campo und Póvoa de Atalaia zur neuen Gemeinde União das Freguesias de Póvoa de Atalaia e Atalaia do Campo zusammengeschlossen.